# 第∞世代〜ここまでどうですか?〜
『第∞世代～ここまでどうですか?～』（だいはちせだい ここまでどうですか）は、2020年10月22日から2022年3月3日までテレビ西日本にて木曜 0:25 - 1:25（JST、水曜深夜）に放送されていたバラエティ番組。

## 概要
福岡県を拠点に活動する若手芸人・タレントとTNCの若手スタッフが実験的に企画を実施、それを基にしたVTRを制作。
そのVTRを小峠英二が鑑賞、独自の視点で改善点を指摘し、企画のレギュラー番組化・ゴールデンタイム進出を目指す番組である。
本番組で企画を担当するスタッフ・タレントは総じて「小峠軍団」と称される。
番組スタートから半年間は福岡ローカルの地上波のみでの放送だったが、2021年4月15日放送分からテレビ西日本の公式YouTubeチャンネルにて無料見逃し配信を開始、全世界で視聴が可能となった。
当初は毎週放送の30分番組であったが、2021年10月7日放送分からは月1回放送の1時間番組に変更となった。各出演者が総当たり戦方式でVTRの面白さを競い、小峠がツッコミを入れていく形式となる。
2022年3月24日（23日深夜）に優勝者であるカーネギーの冠バラエティ「第∞世代プレゼンツ カーネギーのなんちゃって海外旅行」が放送されている。

## 出演者

### MC
- 小峠英二（バイきんぐ。大任町出身）

### 小峠軍団
- とらんじっと（あらた・原直輝）
- カーネギー（さわ・松相）
- マンダリン（はじめちゃん・男気サトシ・丸山キラリ）
- かごしま太郎
- わっしょい田中